# Порт-Ладлоу (Вашингтон)
Порт-Ладлоу (англ. Port Ludlow) — переписна місцевість (CDP) в США, в окрузі Джефферсон штату Вашингтон. Населення — 2959 осіб (2020).

## Географія
Порт-Ладлоу розташований за координатами 47°54′50″ пн. ш. 122°41′46″ зх. д. / 47.91389° пн. ш. 122.69611° зх. д. (47.913810, -122.696165).  За даними Бюро перепису населення США в 2010 році переписна місцевість мала площу 36,57 км², з яких 29,88 км² — суходіл та 6,68 км² — водойми.

## Демографія
Згідно з переписом 2010 року, у переписній місцевості мешкали 2603 особи в 1318 домогосподарствах у складі 948 родин. Густота населення становила 71 особа/км².  Було 1660 помешкань (45/км²).
Расовий склад населення:
| - 95,0 % — білих - 1,3 % — азіатів - 0,8 % — корінних американців - 0,3 % — чорних або афроамериканців |

До двох чи більше рас належало 1,7 %. Частка іспаномовних становила 2,0 % від усіх жителів.
За віковим діапазоном населення розподілялося таким чином: 7,7 % — особи молодші 18 років, 41,3 % — особи у віці 18—64 років, 51,0 % — особи у віці 65 років та старші. Медіана віку мешканця становила 65,3 року. На 100 осіб жіночої статі у переписній місцевості припадало 93,0 чоловіків;  на 100 жінок у віці від 18 років та старших — 93,1 чоловіків також старших 18 років.
Середній дохід на одне домашнє господарство  становив 74 774 долари США (медіана — 67 567), а середній дохід на одну сім'ю — 88 371 долар (медіана — 84 279). За межею бідності перебувало 4,2 % осіб, у тому числі 0,0 % дітей у віці до 18 років та 0,0 % осіб у віці 65 років та старших.
Цивільне працевлаштоване населення становило 659 осіб. Основні галузі зайнятості: науковці, спеціалісти, менеджери — 20,9 %, освіта, охорона здоров'я та соціальна допомога — 17,9 %, роздрібна торгівля — 13,5 %, будівництво — 13,4 %.